# Yoshihiro Nishida
Pour les articles homonymes, voir Nishida.
Yoshihiro Nishida (西田 吉洋, Nishida Yoshihiro) est un footballeur japonais né le 30 janvier 1973.